# Iliašovce
Iliašovce jsou obec na Slovensku v okrese Spišská Nová Ves, v Košickém kraji.

## Polohopis
Obec se nachází v severozápadní části Hornádské kotliny v údolí Iliašovského potoka.

### Sousední obce
Arnutovce, Dlouhé Stráže, Dravce, Harichovce, Kurimany, Smižany, Spišská Nová Ves, Spišský čtvrtek

### Vodní toky
- Iliašovský potok

## Symboly obce

### Znak
Ve stříbrném poli černý kráčející medvěd.

## Historie

### Staré a cizí názvy obce
- 1263 (villa) Ursi, (villa) Sperarum
- 1282 Helyaszaza
- 1320 Spernsdorf
- 1354 Ilysfalua
- 1773 Ilassowsze
- 1808 Eliássowce
- 1920 Iľašovce
- 1927 Iliašovce

- Německý název: Spernsdorf, Selgersdorf
- Maďarský název: Illésfalu
- Latinský název: Villa Ursi, Villa Sperarum

## Politika

### Starostové obce
- 1990–1993 Jaroslav Čop (KSS)
- 1993–1998 Ján Sarnaki (KDH)
- 1998–2002 Ján Sarnaki (KDH + DÚ)
- 2002–2006 Ján Sarnaki (ANO + KDH + SDKÚ)
- 2006–2010 Ladislav Grondžák, Mgr. (ANO + KDH + SDKÚ)

### Zastupitelstvo
- 1990–1994: 12 poslanců
- 1994–1998: 12 poslanců (10 KDH, 2 HZDS)
- 1998–2002: 10 poslanců (3 KDH, 3 HZDS, 2 NEKA, 2 SNS)
- 2002–2006: 7 poslanců (3 KDH, 2 NEKA, 1 HZDS, 1 SDKÚ)

### Obyvatelstvo
Vývoj obyvatelstva od roku 1869
| Rok sčítání | Počet obyvatel | Počet domů |
| ----------- | -------------- | ---------- |
| 1869        | 624            | -          |
| 1880        | 586            | 89         |
| 1890        | 613            | 110        |
| 1900        | 613            | 105        |
| 1910        | 612            | 105        |
| 1921        | 547            | 106        |
| 1930        | 600            | 111        |
| 1950        | 635            | 125        |
| 1961        | 777            | 144        |
| 1970        | 859            | 167        |
| 1980        | 905            | 202        |
| 1991        | 930            | 220        |
| 2001        | 962            | 228        |

Složení obyvatelstva podle náboženského vyznání (2001)
|                          | Počet obyvatel | %    |
| ------------------------ | -------------- | ---- |
| Římskokatolická církev   | 644            | 66,9 |
| Řeckokatolická církev    | 1              | 0,1  |
| Evangelická církev a. v. | 290            | 30,1 |
| Bez vyznání              | 17             | 1,8  |
| Ostatní a nezjištěno     | 10             | 1,0  |

Složení obyvatelstva podle národnosti (2001)
|                      | Počet obyvatel | %    |
| -------------------- | -------------- | ---- |
| Slovenská            | 874            | 90,9 |
| Romská               | 85             | 8,8  |
| Ostatní a nezjištěno | 3              | 0,3  |

## Kultura a zajímavosti

### Památky
Katolický kostel Sedmibolestné Panny Marie
Barokně-rokokový z let 1768–1770, věž a fasády dokončeny roku 1799. Jednolodí s polygonálním uzávěrem, sakristií a představěnou čtyřpodlažní věží. Prostory zaklenuty pruskými klenbami. Nad sakristií je panská oratoř. Fasády jsou členěny pilastry. Hlavní oltář je rokokový s baldachýnovým nástavcem, v interkolumniích jsou sochy apoštolů sv. Petra a Pavla, uprostřed obraz Oplakávání Krista od F. Wagenschöna z roku 1760. K oltáři patří dvě sochy cherubínů na samostatných podstavcích, cherubové drží v rukou věčné světlo v podobě stříbrného srdce. Boční oltář sv. Jana Nepomuckého, rokokový, baldachýnového typu s bočními volutami, uprostřed reliéf sv. Jana Nepomuckého, po stranách sochy andělů z dob kolem roku 1770–1780. Boční oltář P. Marie je rokokový, pendant k předešlému, uprostřed původní gotická socha P. Marie z let 1430–1450 typu krásných českých Madon. Kazatelna, zpovědnice a varhany s třídílnou skříní jsou rokokové, pocházející z dob stavby kostela. Klasicistní kalich s emailem pochází z roku 1806. Na jižní straně presbytáře je empírová mramorová náhrobní deska stavitele kostela z roku 1810.
Sans Souci
Za obcí uprostřed barokního parku stál letohrádek zvaný Sans Souci, postavený roku 1775, v roce 1800–1810 byly parkové pavilony, sochy a budovy kromě kapličky a obelisku zbořeny. Kaple má střední obdélníkový prostor s dvěma bočními menšími prostory.

### Pravidelné akce
- Iľašovská pantľika – folklórní slavnosti

## Hospodářství a infrastruktura

### Farní úřad
Římskokatolický
- Duchovní správce: ThLic. Andrej Palušák

Evangelický církevní sbor
- Duchovní správkyně: Mgr. Erika Hájniková

### Školství
- Mateřská škola – č.. d. 155
- Základní škola – č.. d. 29